# فرودگاه بین‌المللی ژنرال فرنسیسکو موییکا
فرودگاه بین‌المللی ژنرال فرنسیسکو موییکا (به انگلیسی: General Francisco J. Mujica International Airport) یک فرودگاه همگانی مسافربری با کد یاتا MLM است که یک باند فرود آسفالت دارد و طول باند آن ۳۴۰۰ متر است. این فرودگاه در شهر مورلیا، میچوآکان کشور مکزیک قرار دارد و در ارتفاع ۱۸۳۹ متری از سطح دریا واقع شده‌است.